# Enrique Hermitte Km 162
Enrique Hermitte es una localidad rural argentina del departamento de Sarmiento, Provincia del Chubut. En torno a la estación homónima se desarrolló en forma rápida un poblado al que se sumó la población de las chacras vecinas. En el pasado la localidad llegó a conformar un poblado que creció gracias al auge del Ferrocarril de Comodoro Rivadavia. Sin embargo, su despoblamiento fue rápido conforme el medio de transporte ferroviario entraba en su ocaso.
La población creció en torno a la estación Enrique Hermitte que se erigió en el kilómetro 162 del ferrocarril. Desde entonces, se constituyó como uno de los puntos claves de la línea ferroviaria por ser un convergente de tráfico de pasajeros y cargas. Gracias a esta ubicación, desde Enrique Hermitte se pudo canalizar hacia Comodoro y su puerto los movimientos de cargas y pasajeros que surgían desde la cordillera que se dirigían a través de la actuales rutas Provincial 20 y Nacional 26. A su vez, el poblado desarrolló servicios de atención para automovilistas que transitaban por este importante cruce de rutas.

## Toponimia
El nombre de la estación es en honor a Enrique Martín Hermitte, un ingeniero argentino (nacido en Buenos Aires) que organizó y dirigió la Dirección General de Minas e Hidrología, dependiendo del Ministerio de Agricultura.
Por otra parte, contó con el nombre inicial de Parada Km 162; el cual tiene dos aspectos diferenciados: el primero está dado por la progresión que aquí alcanzan las vías respecto de la estación matriz 162,4 desde la estación matriz. En tanto, el segundo componente se explica porque en un principio Km 163 o 162 (según diferentes documentos) se erigió solo como una parada simple sin infraestructura. No obstante, al ganar demanda y tráfico este punto pasó de una condición precaria y sencilla a ser una de las estaciones más importantes del ferrocarril con mucha infraestructura.Luego de este crecimiento se perdió la palabra Parada de su nombre original y se la renombró Enrique Martín Hermitte, pero se continuó usando el apodo de Km 162 para referirse al lugar y a la estación. De este modo, diferentes documentos y mapas alternaron ambos nombres. Finalmente, luego del cierre del ferrocarril y con el núcleo del poblado ya desaparecido; la poca población que rodea a la zona rural persistió solo con la denominación de Km 162.   
El uso del nombre Enrique Hermitte fue notoriamente inferior en los documentos del ferrocarril. Esto se debe a que este nombre fue tardíamente incorporado e incluso no figuró en la vasta nomenclatura de nombres de estaciones para 1942.De este modo, diferentes documentos se abocaron más a llamar a la estación por Kilómetro 162 como lo demuestran los itinerario e informes analizados a pesar de no ser una parada y tener un importante edificio de estación. 
La razón del nombre se explica en que denominación kilométrica de las localidades fue una práctica habitual en el ferrocarril y se aplicó en localidades como Diadema Argentina (Km 27), Astra (Km20) y perdura en Comodoro Rivadavia en los barrios-localidades de Km 11 (Cuarteles) Km 12 (Gesta de Malvinas) y otros.

## Historia
Enrique Hermitte fue planificada como una simple parda para las poblaciones cordilleranas y puerta de entrada al valle de Sarmiento ubicado en el kilómetro 180 de la vía del ferrocarril. Precisamente, en este punto es donde inicia en un valle fértil hasta Sarmiento, la terminal del ferrocarril. Una vez arribado los rieles a la zona cercana desde septiembre de 1912 se toparon con un gran desafío de construcción a través de cerros y ríos que requirieron gran destreza manual de los constructores. Luego de sortear los obstáculos naturales los trabajos fueron abandonados en Sarmiento para 1914. No obstante, esto permitió que la línea de casi 200 kilómetros fuera inaugurada, mediante un tren especial que tardó 5 horas, el 25 de mayo de ese año.
La zona que rodea a la localidad se dedicaba plenamente a la ganadería y producción lanar en sus inicios. Posteriormente, toda la zona cobró gran relevancia cuando se descubrieron entre 1928 y 1936 los grandes yacimientos del llamado flanco norte, como Cañadón Perdido, Diadema Argentina, Escalante, Manantiales Behr, El Trébol, Pampa del Castillo, El Tordillo, etc.Sin embargo, el verdadero desarrollo de proyectos de petróleo y gas se logró recién desde 1964 y 1965 con el descubrimiento del cercano yacimiento de Valle Hermoso.
Enrique Hermitte fue un importante punto de explotación petrolera, el hidrocarburo era transportado desde esta estación por tren hasta las refinerías o el puerto. En las cercanías de la estación se inició el núcleo del poblado denominado Kilómetro 162 y posteriormente Enrique Hermitte junto con la estación. A partir de la segunda mitad del siglo XX el poblado decayó rápidamente a causa de la merma del ferrocarril frente a los automóviles vistos como rápidos, regulares y con un servicio puerta a puerta. Para completar la ecuación desfavorable las líneas patagónicas no tenían población significativa ni en la suma total de sus localidades.
En 1949 la parada recibió mejoras decisivas y pasó a ser estación puntual. En el informe se la nombra como Estación Parada Km 162, punto convergente del tráfico de pasajeros y cargas desde la cordillera. Por este motivo, se construyó un galpón para cargas por ser una de las estaciones claves del ramal. Además, todo el ferrocarril recibió nuevos vagones para la carga de ganado, mientras que el transporte de lana ya no era significativo. En este informe ya se advertía la fuerte competencia con el transporte automotor que empezaba a afectar a toda la zona.
Aún para 1951 su población era contada entre las pocas localidades que la línea Comodoro Rivadavia a Colonia Sarmiento recorría. No obstante, esto cambió con el informe del Ferrocarril Patagónico efectuado en 1957. El mismo enumera las localidades significativas de todo el Ferrocarril de Comodoro Rivadavia a Sarmiento. La lista solo menciona a Comodoro, los barrios-localidades comodorenses y Sarmiento. En tanto, las demás poblaciones intermedias entre ambas punta de rieles fueron clasificadas como rurales y con la simple descripción escasa población.
Para 1960 un informe de instrucciones en el Itinerario del FC Patagónico señalaba que el estado riesgoso del tendido ferroviario pasando esta estación. Se marcaba que entre los kilómetros 169 y 170 había riesgo de desmoronamientos tierra, siendo la velocidad máxima permitida 20 kilómetros por hora para las formaciones que por allí transitaran.

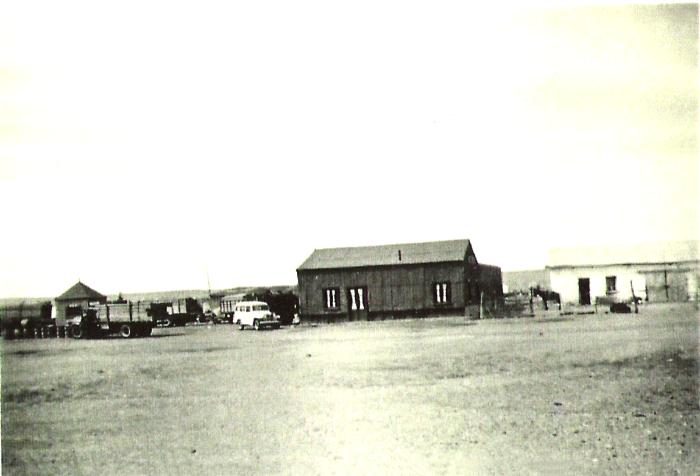
La estación rodeada de construcciones y con presencia de caballos.

Hasta los años 1960 los productores la zona sur del valle de Sarmiento, adyacente al lago Colhué Huapi, traían gran cantidad de producción rural de sus campos que eran en ese entonces productivos al pueblo de la estación. La producción era tal que las estancia podían elaborar quesos para vendían en el extinto pueblo por situarse al sureste del valle de Sarmiento.Sin embargo, el poblado que surgió en tornó a la estación ya estaba desaparecido práctica o simplemente era un paraje sin importancia cuando el Instituto Geográfico Militar Argentino elaboró uno de los mapas más descriptivos e importantes del ferrocarril en el año 1962. El mismo describía los ramales del ferrocarril y los puntos más relevantes para ese año; no figurando Enrique Hermitte.
La estación formaba parte del Ferrocarril de Comodoro Rivadavia que comenzó a funcionar en el año 1910 y que fue cerrado definitivamente en el año 1978. Luego del cierre definitivo del ferrocarril en 1978, todas las instalaciones sobrevivieron algún tiempo intactas. Sin embargo, en años posteriores la estación fue depredada y su población abandonó el lugar. Esto posibilitó que particulares la vandalizaran, quedando solo en pie su tanque de agua entre otras ruinas.
Para los años 1990 las estaciones y apeaderos del ferrocarril tenían sus instalaciones aun conservadas. Cada punto del ferrocarril tenía caminos y eran de fácil acceso. A pesar de estar en tierras privadas eran accesibles. Todos estos puntos se constituían como museos a cielo abierto; que gracias a sus basureros históricos daban muestras de como era la vida cotidiana en los pueblos del ramal. De todos los pueblos que tuvo este ferrocarril, Cañadón Lagarto era el que más basura histórica tenía. Gracias a su tamaño y población que tuvo el pueblo, se podía encontrar diversas antigüedades. Lamentablemente, la industria petrolera alteró las condiciones y el más grande de los basural histórico se fue perdiendo. El golpe de gracia de este y la mayoría de estos lugares histórico vino con el levantamiento ordenada por Das Neves en 2006. Algunos de los elementos que fueron registrados por los visitantes: gran cantidad de botellas de vidrios importadas  y con las inscripciones en inglés, metales y maderas. Uno de los hallazgos más relevantes en esta localidad fue la aparición de una pequeña botellita de vidrio para medicamentos, con la inscripción grabada en relieve: “YPF. Hospital Presidente Alvear. Comodoro Rivadavia”. 
La situación de conservación aceptable del ferrocarril que se mantuvo en los años 1990 fue retratada en un mapa que recogió gran parte del trazado ferroviario y los principales puntos. Sin embargo, ya mostraba un trazado incompleto solo conservado bien desde un sector Ciudadela hacia Diadema; mientas que había tramos parciales desde Ciudadela hacia Comodoro y Astra. Por último, el mapa informó que Pampa del Castillo, Escalante y Diadema fueron los únicos puntos poblacionales relevantes entre Sarmiento y Comodoro, confirmando la caída de importancia y población de las demás localidades.
Las diferentes gestiones políticas prometían reactivar  el ramal o construir un ferrocarril Patagónico nuevo. Sin embargo, las promesas de campañas no duraron muchos, dado que el levantamiento del ramal Comodoro Rivadavia – Sarmiento fue solicitado en julio de 2004 por el Gobierno provincial de Mario Das Neves al Organismo Nacional de Administración de Bienes del Estado. La autorización se obtuvo a comienzos del año 2005 por medio del subsecretario de Transporte Ferroviario de la Nación, Julio Tito Montaña. Los restos que perduraban de la línea comenzaron a ser desmontados desde 2005 hasta 2006 por la firma Natura Ecology, en el marco de un convenio con la Secretaría de Turismo, por el cual la empresa se comprometía a desmontar el ramal y trasladar 46 mil durmientes a la localidad de El Maitén para rehabilitar La Trochita. El costo de ese trabajo era de 700 mil pesos y sería pagado con rezagos del desguace. El convenio mencionado no fue tratado por la Legislatura Provincial. La tramoya política produjo la pérdida de tramos históricos que perdieron los rieles y durmientes; dicha maniobra se ejecutó sin dar aviso a los pobladores que nada sabían sobre la compra de rieles, y que consideraban al mismo como patrimonio histórico de la región. Además, el convenio no fue respetado y 46 mil durmientes y vías nunca llegaron a El Maitén. El funcionario encargado de la Secretaría Juan Carlos Tolosa fue desvinculado de su cargo. En el año 2006  el levantamiento había arrasado casi todo lo que quedaba de la línea ferroviaria para ser desarmado con fines inciertos. Ese año la justicia intervino para detener en esta estación el levantamiento de vías y durmientes del ferrocarril, ya que no se cumplieron con los requisitos estipulados por ley. De este modo, se pudo conservar, casi en su totalidad, los últimos 30 kilómetros de vías históricas desde km 162 hasta inmediaciones de Sarmiento.
  Actualmente, algunas de las estancias que rodean la zona de la localidad mantienen población y producción ganadera y existen varios boliches a lo largo de la ruta. Además, toda la zona del Valle Hermoso sobre la que se emplaza la localidad está dedicada a la explotación petrolera que mantiene sus equipos en formas constante.

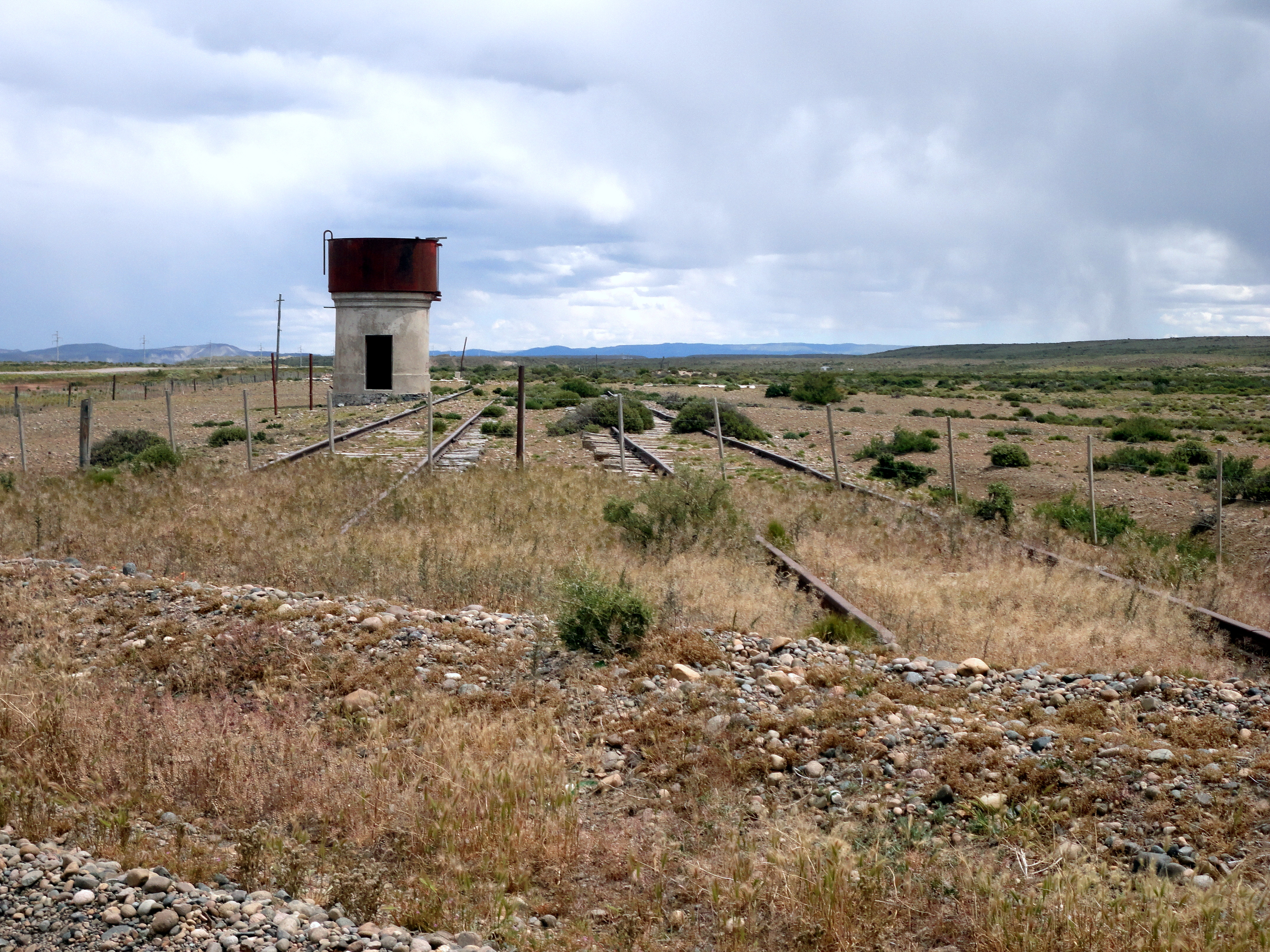
Vista del tanque de agua intacto de Km 162, con el cartel nomenclador vandalizado

## Galería
|                                                          |
| Frente de la estación con una familia esperando el tren. |

|                                                                                  |
| Rampa de costado para subir ganado de fondo se aprecia construcciones en ruinas. |

|                                                                    |
| Vista lateral de la estación recibiendo una formación ferroviaria. |

|                                                                            |
| Alrededores de la estación con presencia de animales domésticos de granja. |

|                                                                                   |
| Al costado de las vías algunas plateas apenas visibles de lo que fuera un pueblo. |

| |
| Zona de influencia del Puerto Antonio Morán en sus inicios y de cada ferrocarril de la provincia chubutense. Nótese la convergnecia de las rutas en Enrique Hermitte. |

|                            |
| Restos del poblado Km 162. |

|                               |
| Lugar donde estuvo el pueblo. |